# Parotis costulalis
Parotis costulalis là một loài bướm đêm trong họ Crambidae.